# ديل
ديل (بالإنجليزية: DELL)‏ هي شركة أمريكية مقرها الرئيسي في راوند روك - تكساس متخصصة في مجال الحاسوب والتكنولوجيا، تقوم بتطوير، صناعة، بيع، ودعم الحواسيب الشخصية، وباقي المنتجات المتعلقة بالحواسيب. بحلول 2008 أصبحت ديل توظف أكثر من 88 ألف شخص حول العالم.
نمت ديل خلال الثمانينات والتسعينات من القرن العشرين لتصبح (لفترة معينة) أكبر بائع للحواسيب ومزودات الخدمة. كما أنها في 2008، احتلت المرتبة الثانية في مبيعات الحواسيب من بين مصنعي الحواسيب بعد هوليت-باكارد.
تبيع شركة ديل حالياً الحواسيب الشخصية، مزودات الخدمة، أجهزة خزن البيانات، محولات الشبكات، والمراني (التلفزيونات).
في عام 2006، قامت مجلة فورتشن بتقييم ديل على أنها الشركة 25 من بين أكبر الشركات في قائمة فورتشين 500، والثامنة في قائمتها السنوية لأكثر الشركات تقديراً في الولايات المتحدة. في عام 2007، حصلت ديل على التسلسل 34 والثامنة على التوالي في القوائم المكافئة لذلك العام.
أحد منشورات عام 2006 أشار إلى ديل على أنها الشركة الثامنة والثلاثون بين الشركات الأكثر أداءً في S&P 500 حيث قدمت أداءً كبيراً في الأسواق على مر السنوات الخمسة عشر السابقة.

## تاريخ الشركة

### خلفية الشركة
بينما كان مايكل ديل طالباً في جامعة تكساس في أوستن، قام بتأسيس الشركة باسم "PC's Limited" برأس مال 1000 دولار أمريكي. الشركة الأولية كانت تقوم ببيع الحاسبات المتوافقة مع IBM. مايكل ديل بدأ بالتجارة معتقداً بأنه عندما يبيع أنظمة الحاسبات الشخصية مباشرة إلى المستخدمين فإن شركته ستحقق فهماً أكبر لمتطلبات الزبائن وتزودهم بأكثر منتجات الحاسبات فعالية بما يلبي تلك المتطلبات. قام مايكل ديل بترك الدراسة من أجل التفرغ التام لعمله الجديد، وخصوصاً بعد حصوله على توسيع لرأس المال بقيمة 000‘300 دولار أمريكي من عائلته.
في عام 1985 قامت الشركة بإنتاج أول حاسوب من تصميمها الخاص والمسماة "Turbo PC" والتي بيعت بسعر 795 دولار أمريكي. وكان تصميمها يتضمن معالج متوافق مع إنتل 8088 ويعمل بسرعة 8 ميغاهيرتز. قامت الشركة بالإعلان عن هذا المنتج في مجلات الحواسيب الوطنية من أجل بيعها مباشرةً للزبائن، وقامت بتجميع كل حاسوب خصيصاً حسب خيارات الزبون. مما منح المشترين أسعاراً أقل من أسعار الشركات التجارية، ولكن مع كفاءة أكبر من تجميع تلك المكونات بأنفسهم.
على الرغم من كون شركة PC's Limited ليست أول شركة تتبع إسلوب العمل هذا، لكنها أصبحت واحدة من أولى الشركات التي نجحت في هذا الإسلوب. وقد جمعت أكثر من 73 مليون دولار أمريكي كعائد إجمالي خلال سنتها الأولى.

### الأصول
ترجع أصول شركة ديل إلى عام 1984، عندما أنشأ مايكل ديل مؤسسة ديل للحواسيب، والتي كانت تعمل في ذلك الوقت باسم شركة الحاسوب الشخصي المحدودة،  عندما كان طالبًا في جامعة تكساس في أوستن. باعت الشركة التي تتخذ من غرف النوم مقراً لها أجهزة كمبيوتر شخصية متوافقة مع نظام التشغيل التي أنتجتها شركة آي بي إم الأمريكية والتي تم إنشاؤها من مكونات حواسيب مُخزَّنة. ترك ديل الدراسة للتركيز بدوام كامل على أعماله الوليدة، بعد حصوله على رأس مال يُقدَّر بقيمة 1000 دولار من عائلته.
في عام 1985، أنتجت الشركة أول كمبيوتر من تصميمها الخاص، وهو تيربو بي سي، والذي تم بيعه بمبلغ 795 دولارًا. أعلنت شركة الحاسوب الشخصي المحدودة في مجلات الحواسيب الوطنية، أن أنظمتها معروضة للبيع مباشرة للمستهلكين كما يتم تركيبها حسب الطلب وفقًا لمجموعة من الخيارات. حققت الشركة أكثر من 73 مليون دولار في السنة الأولى من عملها.
في عام 1986، أحضر مايكل ديل لي ولكر، وهو صاحب رأس مال مغامر يبلغ من العمر 51 عامًا، وعيَّنه كرئيس ومدير تنفيذي لقسم العمليات، ليعمل كمستشار مايكل ديل وليُنفِّذ أفكار ديل لتنمية الشركة. كان لولكر دور أساسي في استقطاب أعضاء لمجلس الإدارة عندما أصبحت الشركة عامة في عام 1988. تقاعد ولكر في عام 1990 بسبب الصحة، وقام مايكل ديل بتعيين مورتون مايرسون في منصب الرئيس التنفيذي ورئيس أنظمة البيانات الإلكترونية ليقوم بتحويل الشركة من شركة متوسطة الحجم ذات نمو سريع إلى شركة تبلغ قيمتها المليار دولار.
أسقطت الشركة اسم شركة الحاسوب الشخصي المحدودة في عام 1987 لتصبح مؤسسة ديل للحواسيب وبدأت في التوسع عالميًا. في يونيو 1988، نمت القيمة السوقية لشركة ديل من 30 مليون دولار إلى 80 مليون دولار من عرضها العام الأولي في البورصة في 22 يونيو؛ حيث ارتفعت قيمة السهم الواحد من 3.5 مليون دولار للسهم 8.5 مليون دولار للسهم. في عام 1992، أدرجت مجلة فورتشن شركة مؤسسة ديل للحواسيب في قائمتها لأكبر 500 شركة في العالم، مما جعل مايكل ديل أصغر مدير تنفيذي لشركة تدخل قائمة فورتشن غلوبال 500.
في عام 1993، لاستكمال قناة المبيعات المباشرة الخاصة بها، خططت ديل لبيع أجهزة الكمبيوتر في متاجر البيع بالتجزئة الكبيرة مثل وول مارت، والتي كان من شأنها أن تجلب 125 مليون دولار إضافية في الإيرادات السنوية. أقنع كيفن رولينز، مستشار شركة باين، مايكل ديل بالانسحاب من هذه الصفقات، معتقدًا أنها ستكون خاسرة للمال على المدى الطويل. كانت عائدات البيع بالتجزئة ضعيفة في أحسن الأحوال وتركت ديل قناة البيع بالتجزئة في عام 1994. سينضم رولينز قريبًا إلى ديل بدوام كامل ويصبح في النهاية رئيسًا ومديرًا تنفيذيًا للشركة.

### النمو في التسعينيات وأوائل القرن الحادي والعشرين
في الأصل، لم تركز ديل على السوق الاستهلاكية، بسبب ارتفاع التكاليف وهوامش الربح المنخفضة بشكل غير مقبول عند البيع للأفراد والأسر؛ تغير هذا عندما انطلق موقع الشركة على الإنترنت في عامي 1996 و 1997. وبينما كان متوسط سعر البيع للأفراد في الصناعة ينخفض، كان متوسط سعر البيع للأفراد عند شركة ديل في ارتفاع، حيث كان مشترو أجهزة الكمبيوتر للمرة الثانية والثالثة يريدون أجهزة كمبيوتر قوية ذات ميزات متعددة وليست بحاجة إلى الكثير من الدعم الفني ولذلك اختاروا ديل. وجدت ديل فرصة بين الأفراد المتمرسين في استخدام الكمبيوتر والذين أحبوا سهولة الشراء المباشر، وتخصيص أجهزة الكمبيوتر الخاصة بهم وفقًا لإمكانياتهم، وتسليمها في غضون أيام. في أوائل عام 1997، أنشأت ديل مجموعة تسويق ومبيعات داخلية مخصصة لخدمة السوق المحلية وقدمت خط إنتاج مصمم خصيصًا للمستخدمين الفرديين.
من عام 1997 إلى عام 2004، تمتعت ديل بنمو مطرد وكسبت حصصًا في السوق على حساب منافسيها حتى أثناء. خلال نفس الفترة، كافح بائعو أجهزة الكمبيوتر المنافسون مثل كومباك وغاتواي وآي بي إم وباكارد بيل وآي إس تي ريسرش وتركوا السوق في النهاية أو تم شرائهم. تفوقت ديل على كومباك لتصبح أكبر شركة مصنعة لأجهزة الكمبيوتر في عام 1999. شكلت تكاليف التشغيل 10 بالمائة فقط من إيرادات ديل البالغة 35 مليار دولار في 2002، مقارنة مع 21 بالمائة من العائدات في هوليت-باكارد، و 25 بالمائة في غاتواي، و 46 بالمائة في سيسكو. في عام 2002، عندما اندمجت كومباك مع هوليت-باكارد (الشركة المصنعة لأجهزة الكمبيوتر الشخصية التي احتلت المركز الرابع)، احتلت شركة هوليت-باكارد المدمجة حديثًا المركز الأول ولكنها واجهت صعوبات واستعادت ديل تقدمها قريبًا. كانت شركة ديل الأسرع نموًّا في أوائل العقد الأول من القرن الحادي والعشرين.
حصلت ديل على أعلى تصنيف في موثوقية الكمبيوتر الشخصي وخدمة العملاء / الدعم الفني وحافظت عليه، وفقًا لمجلة كونسيومر ريبورتس، عامًا بعد عام، خلال منتصف التسعينيات وحتى أواخره حتى عام 2001 قبل إصدار ويندوز إكس بي مباشرةً.
في عام 1996، بدأت ديل في بيع أجهزة الكمبيوتر من خلال موقعها على الإنترنت.
في منتصف التسعينيات، توسعت ديل إلى ما وراء أجهزة الكمبيوتر المكتبية وأجهزة الكمبيوتر المحمولة من خلال بيع الخوادم، بدءًا من الخوادم منخفضة التكلفة. كان المزوّدون الثلاثة الرئيسيون للخوادم في ذلك الوقت هم آي بي إم وهوليت-باكارد وكومباك، وكان الكثير منها يعتمد على تقنية خاصة، مثل معالجات باور4 من إنتاج آي بي إم أو إصدارات مختلفة من نظام التشغيل يونكس. لم تتطلب خوادم ديل الجديدة بور إيدج استثمارًا كبيرًا في التقنيات الخاصة، حيث قامت بتشغيل نظام ويندوز إن تي على شرائح إنتل، ويمكن صناعتها بسعر أرخص من منافسيها. ونتيجة لذلك، شكلت عائدات شركة ديل من بيع الخوادم، التي لم تكن موجودة تقريبًا في عام 1994، 13 بالمائة من إجمالي مدخول الشركة بحلول عام 1998. وبعد ثلاث سنوات، تجاوزت ديل شركة كومباك كأفضل مزود للخوادم القائمة على إنتل، بنسبة 31 بالمائة من السوق. تم الاستحواذ الأول لشركة ديل في عام 1999 بشراء شركة كونفيرج نت تكنولوجيز مقابل 332 مليون دولار، بعد أن فشلت ديل في تطوير نظام تخزين مؤسسي داخليًا؛ لم تتناسب تقنية كونفيرج نت الأنيقة والمعقدة مع النموذج التجاري لصانعي منتجات ديل الأساسية، مما أجبر ديل على تدوين القيمة الكاملة لعملية الاستحواذ.
في عام 2002، قامت ديل بتوسيع خط إنتاجها ليشمل أجهزة التلفزيون والأجهزة المحمولة ومشغلات الصوت الرقمية والطابعات. رئيس مجلس الإدارة والمدير التنفيذي مايكل ديل قد منع الرئيس ومدير العمليات كيفن رولينز مرارًا وتكرارًا من تقليل اعتماد الشركة الشديد على أجهزة الكمبيوتر، وأراد رولينز تخفيف اعتماد الشركة على أجهزة الكمبيوتر من خلال الاستحواذ على شركة إي ام سي.
في عام 2003، تم تغيير اسم الشركة ليصبح ببساطة «شركة ديل» للاعتراف بتوسع الشركة إلى ما وراء أجهزة الكمبيوتر.
في عام 2004، استقال مايكل ديل من منصب الرئيس التنفيذي مع احتفاظه بمنصب رئيس مجلس الإدارة، وسلم منصب الرئيس التنفيذي إلى كيفن رولينز، الذي كان الرئيس والمدير التنفيذي لقسم العمليات منذ عام 2001. على الرغم من عدم امتلاكه لقب الرئيس التنفيذي، إلا أن مايكل ديل تصرف بحكم الأمر الواقع على أنه الرئيس التنفيذي المشارك لرولينز.
تحت قيادة رولينز، استحوذت شركة ديل على ألين وير، وهي شركة لتصنيع أجهزة الكمبيوتر المتطورة، والتي تستهدف بشكل أساسي سوق الألعاب.

### خيبات الأمل
في عام 2005، بينما استمرت الأرباح والمبيعات في الارتفاع، تباطأ نمو المبيعات بشكل كبير، وفقد سهم الشركة 25٪ من قيمته في ذلك العام. بحلول يونيو 2006، تم تداول السهم بحوالي 25 دولارًا أمريكيًا، وهو ما يمثل انخفاضًا بنسبة 40٪ عن يوليو 2005 - الذي هو أعلى مستوى للشركة في عصر ما بعد الدوت كوم.
يُعزى تباطؤ نمو المبيعات إلى نضوج سوق أجهزة الكمبيوتر، والذي شكل 66٪ من مبيعات ديل، وأشار المحللون إلى أن ديل بحاجة إلى شق طريقها في قطاعات الأعمال غير المتعلقة بالحواسيب الشخصية مثل التخزين والخدمات والخوادم. ارتبطت ميزة ديل السعرية بتصنيعها شديد الهزال لأجهزة الكمبيوتر المكتبية، ولكن هذا أصبح أقل أهمية حيث أصبح من الصعب الاقتصاد وتخفيض تكلفة الإنتاج داخل سلسلة التوريد الخاصة بالشركة بما يكفي لتقديم أسعار مغرية في السوق، ولأن المنافسين مثل هوليت-باكارد وآيسر جعلوا عمليات تصنيع أجهزة الكمبيوتر الخاصة بهم أكثر كفاءة لمنافسة ديل، مما أضعف الميزة التقليدية المتمثلة في أسعار حواسيب ديل. في مجال صناعة الحواسيب الشخصية، كان الانخفاض في الأسعار إلى جانب الزيادات المتناسبة في الأداء يعني أن ديل لديها فرص أقل لبيع منتجاتها لعملائها (إستراتيجية مربحة لتشجيع المشترين على ترقية المعالج أو الذاكرة). ونتيجة لذلك، كانت الشركة تبيع أجهزة الكمبيوتر الرخيصة نسبة أكبر من ذي قبل، مما أدى إلى تآكل هوامش الربح. أصبح قطاع الكمبيوتر المحمول هو الأسرع نموًا في سوق أجهزة الكمبيوتر، لكن ديل أنتجت أجهزة كمبيوتر محمولة منخفضة التكلفة في الصين مثل شركات تصنيع أجهزة الكمبيوتر الأخرى، مما أدى إلى القضاء على مزايا تكلفة التصنيع المنخفضة لشركة ديل، بالإضافة إلى اعتماد ديل على مبيعات الإنترنت مما أدى إلى فقدانها لمبيعات الحواسيب المحمولة المتزايدة في المتاجر العملاقة. اقترح موقع سي نت أن ديل كانت عالقة في تسليع أجهزة الكمبيوتر كبيرة الحجم ذات هامش الأرباح المنخفض، مما منعها من تقديم المزيد من الأجهزة المثيرة التي طلبها المستهلكون.
على الرغم من خطط التوسع في المناطق العالمية الأخرى وقطاعات منتجات مختلفة، كانت ديل تعتمد بشكل كبير على بيع أجهزة الكمبيوتر للشركات الأمريكية، حيث شكلت أجهزة الكمبيوتر المكتبية للعملاء التجاريين والشركات 32 بالمائة من إيراداتها، وتأتي 85 بالمائة من هذه الإيرادات من البيع للشركات، وتأتي 64 بالمائة من عائداتها من أمريكا الشمالية والجنوبية، وفقًا لنتائج الربع الثالث لعام 2006. كانت شحنات أجهزة الكمبيوتر المكتبية في الولايات المتحدة تتقلص، وصارت الشركات التي تشتري أجهزة الكمبيوتر مع دورات ترقية وتحديث (خدمات ما بعد البيع) تتحفظ من شراء أنظمة جديدة لذلك قررت التوقف شرائها لفترة. بدأت آخر دورة ترقية وتحديث في حوالي عام 2002، أي بعد ثلاث سنوات أو نحو ذلك من بدء الشركات في شراء أجهزة الكمبيوتر بعد مشاكل عام 2000 المتصورة، ولم يكن من المتوقع أن يقوم عملاء الشركات بشراء دورات الترقية والتحديث مرة أخرى حتى الاختبار الشامل لنظام التشغيل ويندوز فيستا من إنتاج شركة مايكروسوفت (كان من المتوقع صدوره في أوائل عام 2007)، مما يُؤجل الدورة التالية دورة إلى عام 2008. بسبب اعتمادها الكبير على أجهزة الكمبيوتر، كان على ديل خفض الأسعار لزيادة حجم المبيعات، مع المطالبة بتخفيضات كبيرة من الموردين.
ظلت ديل عالقة منذ فترة طويلة بنموذج المبيعات المباشر الخاص بها. أصبح المستهلكون هم المحرك الرئيسي لمبيعات أجهزة الكمبيوتر في السنوات الأخيرة، ومع ذلك كان هناك انخفاض في شراء المستهلكين لأجهزة الكمبيوتر من خلال الويب أو عبر الهاتف، حيث كانت أعداد متزايدة تزور متاجر بيع الإلكترونيات لتجربة الأجهزة أولاً. كان منافسو ديل في صناعة أجهزة الكمبيوتر الشخصية، هوليت-باكارد وغاتواي وآيسر، يتمتعون بحضور طويل في مجال البيع بالتجزئة ولذا كانوا على استعداد جيد للاستفادة من تحول المستهلك. أدى غياب شركة ديل عن سوق البيع بالتجزئة إلى إحباط محاولات الشركة لتقديم الأجهزة الإلكترونية الاستهلاكية مثل أجهزة التلفزيون ذات الشاشات المسطحة ومشغلات إم بي 3. ردت شركة ديل من خلال تجربة الأكشاك التجارية، بالإضافة إلى متاجر شبه البيع بالتجزئة في تكساس ونيويورك.
كانت ديل معروفة بأنها شركة تعتمد على كفاءة سلسلة التوريد الخاصة بها لبيع التقنيات الموجودة بأسعار منخفضة، بدلاً من أن تكون هي من يبتكر تقنيات جديدة. بحلول منتصف العقد الأول من القرن الحادي والعشرين، كان العديد من المحللين يتطلعون إلى ابتكارات الشركات باعتبارها المصدر التالي للتطور والنمو في قطاع التكنولوجيا. إن الإنفاق المنخفض لشركة ديل على البحث والتطوير مقارنة بإيراداتها (مقارنةً بشركات آي بي إم وهوليت-باكارد وأبل) - التي كانت مرتفعة في سوق أجهزة الكمبيوتر الشخصية - منعها من تحقيق تقدم في قطاعات أكثر ربحًا، مثل مشغلات إم بي 3 والأجهزة المحمولة في ما بعد. زيادة الإنفاق على البحث والتطوير كان سيقلل من هوامش أرباح سلسلة التوريد التي أكدت عليها الشركة. حققت ديل أداءً جيدًا كمؤسسة ذات تنظيم أفقي تُركِّز على أجهزة الكمبيوتر وذلك في ثمانينات القرن العشرين عندما كانت الصناعة الحاسوبية تتبنَّى التنظيم الأفقي الذي يتميز بوجود مستويات إدارية قليلة ومتداخلة بين الموظفين والإداريين. ولكن بحلول منتصف عام 2000، تحولت الصناعة إلى الاعتماد على تنظيمات هرمية متكاملة لتقديم حلول تقنية كاملة ولكن ديل تخلفت كثيرا عن المنافسين مثل هوليت-باكارد وأوراكل.
صار لدى ديل سمعة سيئة في خدمة العملاء، منذ عام 2002، وتفاقمت المشكلة مع نقلها لمراكز الاتصالات الخاصة بها إلى خارج الولايات المتحدة ومع تزايد نمو الشركة صارت هياكلها القاعدية المسؤولة عن الدعم الفني غير كافية لخدمة جميع العملاء، نتيجة لذلك تعرضت لانتقادات متزايدة على الويب. كان طراز ديل الأصلي معروفًا برضا العملاء العالي عندما باعت الشركة أجهزة الكمبيوتر للآلاف ولكن بحلول عام 2000، لم تستطع الشركة تبرير المستوى الخدمة المُتدَنِّي عندما بيعت أجهزة الكمبيوتر من نفس الطراز للمئات. كمحاولة لحل المشكلة قام الرئيس التنفيذي كيفن رولينز بتغيير منصب ديك هانتر من رئيس التصنيع إلى رئيس خدمة العملاء. هانتر، الذي أشار إلى أن عقلية خفض التكاليف الموجودة في الحمض النووي لشركة ديل تمثل عائقا و«تقف في الطريق»، حاول تقليل عدد مرات تحويل المكالمات وجعل موظفي مراكز الاتصالات يحلون استفسارات وطلبات العملاء في مكالمة واحدة. بحلول عام 2006، أنفقت ديل 100 مليون دولار في بضعة أشهر فقط لتحسين هذا الأمر وتم طرح خدمة ديلكونكت للإجابة على استفسارات العملاء بسرعة أكبر. في يوليو 2006، بدأت الشركة مدونتها المسماة «دايركت2ديل»، ثم في فبراير 2007، أطلق مايكل ديل موقعا تابعا للشركة تحت اسم «عاصفة الأفكار»، طالبًا من العملاء الإدلاء بآرائهم ونصائحهم في عدة مواضيع منها مسألة بيع أجهزة كمبيوتر تدعم نظام التشغيل لينكس ومسألة تقليل «التطبيقات المثبتة مسبقا» التي توضع في أجهزة الكمبيوتر لأغراض ترويجية. نجحت هذه المبادرات في تقليص التقييمات السلبية في المدونة من 49٪ إلى 22٪، فضلاً عن تقليل البحث عن شعار «ديل هيل» (ومعناه «ديل الجحيم» وهو شعار كان يستخدم لانتقاد شركة ديل ومنتجاتها) الذي كان بارزا على محركات البحث على الإنترنت.
كانت هناك أيضًا انتقادات بأن ديل استخدمت مكونات معطلة أو بها عيوب في أجهزة الكمبيوتر الخاصة بها، وبشكل خاص تلك 11.8 مليون جهاز كمبيوتر مكتبي من طراز أوبتيبليكس التي تم بيعها للشركات والحكومات من مايو 2003 إلى يوليو 2005، والتي كانت تحتوي على مكثفات بها عيوب. نتيجةً لاشتعال حريق في جهاز كمبيوتر محمول من إنتاج ديل، تم سحب نوع البطاريات المستخدم في الجهاز من السوق في أغسطس 2006، وقد تسبَّبَت هذه الحادثة في تلقي الشركة للكثير من الانتقادات والتقييمات السلبية، ولكن فيما بعد، تم اكتشاف أن شركة سوني هي المسؤولة عن تلك البطاريات.
كان عام 2006 هو العام الأول الذي كان فيه نمو ديل أبطأ من نمو سوق صناعة الحواسيب الشخصية. بحلول الربع الرابع من عام 2006، فقدت ديل لقبها كأكبر شركة مصنعة لأجهزة الكمبيوتر الشخصية لصالح منافستها هوليت-باكارد التي قامت بتنشيط مجموعة الأنظمة الشخصية الخاصة بها بفضل إعادة الهيكلة التي بدأها رئيسها التنفيذي مارك هيرد.
بعد تلقِّي أربعة من أصل خمسة تقارير كانت فيها الأرباح أقل من التوقعات، استقال كيفن رولينز من منصب الرئيس والمدير التنفيذي في 31 يناير 2007، وتولى المؤسس مايكل ديل منصب الرئيس التنفيذي مرة أخرى.

### ديل 2.0 وتقليص الحجم
أعلنت شركة ديل عن حملة تغييرات سمَّتْها «ديل 2.0»، كما قامت بتقليل عدد الموظفين وتنويع منتجات الشركة. أثناء الفترة التي تولى فيها مايكل ديل رئاسة مجلس الإدارة بعد تخليه عن منصب الرئيس التنفيذي، كان هذا الأخير لا يزال يقوم بتداخلات كبيرة في قرارات الشركة خلال السنوات التي كان فيها كيفن رولينز هو الرئيس تنفيذي. مع عودة مايكل ديل كرئيس تنفيذي، شهدت الشركة تغييرات فورية في قسم العمليات، حيث تم الاستغناء عن خدمات العديد من كبار نواب الرئيس السابق والموظفين الجدد الذين تم جلبهم من خارج الشركة. أعلن مايكل ديل عن عدد من المبادرات والخطط (في إطار حملة «ديل 2.0») بهدف تحسين الأداء المالي للشركة. وتشمل هذه الإجراءات إلغاء علاوات الموظفين لعام 2006 وبالمقابل تم تقديم بعض الجوائز التقديرية، كما تم تقليل عدد المسؤولين الذين يقدمون تقاريرهم مباشرة إلى مايكل ديل من 20 إلى 12، بالإضافة للقيام بإجراءات لمحاربة «البيروقراطية» داخل الشركة. تقاعد جيم شنايدر من منصب المدير المالي بسبب خضوع الشركة لتحقيقات هيئة الأوراق المالية والبورصات الأمريكية في ما يخص ممارساتها المحاسبية، وحل محله دونالد كارتي.
في 23 أبريل 2008، أعلنت ديل عن إغلاق أحد أكبر مراكز الاتصالات التابعة لها في كاناتا، أونتاريو، بكندا مما أدى إلى إنهاء مهام حوالي 1100 موظف، كانت حوالي 500 من هذه التسريحات فورية. تم افتتاح مركز الاتصالات جديد في عام 2006 بعد أن فازت العاصمة الكندية أوتاوا بعرض لاستضافته. بعد أقل من عام، خططت ديل لتوظيف 3000 عامل لزيادة قوتها العاملة من أجل إضافة مركز جديد. تم التراجع عن هذه الخطط، بسبب ارتفاع الدولار الكندي الذي جعل رواتب موظفي أوتاوا مُكْلِفَة نسبيًا، وأيضا من أجل تطبيق السياسة الجديدة للشركة والتي تقضي بنقل مراكز الاتصالات لخارج الولايات المتحدة وكندا بهدف تخفيض التكاليف. كما أعلنت الشركة عن إغلاق مكتبها في إدمونتون، بمقاطعة ألبرتا الكندية، مما أدى إلى إنهاء مهام 900 موظف. في المجموع، أعلنت ديل عن إنهاء مهام حوالي 8800 موظف خلال الفترة الممتدة بين 2007 و 2008 وهو ما يُمَثِّل 10٪ من قوتها العاملة.
بحلول أواخر العقد الأول من القرن الحادي والعشرين، أصبح أسلوب «التركيب حسب الطلب» الذي تعتمد عليه ديل في التصنيع غير فعَّال - تعد الحواسيب الشخصية التي تقوم الشركة بتركيبها في مصانع أمريكية بنفس الكفاءة أو المنافسة مع منتجات الشركات التي تقوم بذلك في مصانع آسيوية حيث أن حواسيب هذه الأخيرة تكون عالية كفاءة وتكلفة إنتاجها منخفضة. أغلقت ديل مصانعها المنتجة للحواسيب المكتبية في أمريكا الشمالية، بما في ذلك مركز التصنيع مورت توبفير في أوستن، تكساس (وهو الموقع الأصلي للشركة) ومصنع مدينةلبنان، تينيسي (الذي افتُتِحَ سنة 1999) وتم إغلاقهما في عام 2008 وأوائل عام 2009، على التوالي. تلقى مصنع إنتاج الحواسيب المكتبية في وينستون سالم بولاية كارولاينا الشمالية حوافز بقيمة 280 مليون دولار أمريكي من الولاية وتم افتِتَاحُه سنة 2005، لكنه توقف عن العمل في نوفمبر 2010. ولقد كان عقد شركة ديل مع الولاية يُجبر الشركة على إرجاع الحوافز لعدم استيفاء الشروط، لذلك باعت ديل مصنع كارولينا الشمالية لشركة هرباليفي. تم نقل معظم الأعمال التي كانت تجري في مصانع ديل في الولايات المتحدة إلى مُنشآت شركات تصنيع تم التعاقد معها في كل من آسيا والمكسيك بالإضافة إلى عدد من المصانع التي تملكها الشركة في الخارج. تم الإبقاء على منشأة ميامي بفلوريدا التابعة لشركة ألين وير التي تملكها ديل قيد التشغيل، كما واصلت ديل إنتاج خوادمها (وهي منتجاتها الأكثر ربحًا) في أوستن، تكساس. في 8 يناير 2009، أعلنت ديل عن إغلاق مصنعها في ليمريك بأيرلندا، مع تسريح 1900 موظف وتحويل الإنتاج إلى مصنعها في وودج في بولندا.
كان لإصدار الحاسوب اللوحي آي باد من إنتاج أبل تأثير سلبي على شركة ديل وغيرها من بائعي أجهزة الكمبيوتر التقليدية، حيث ابتعد المستهلكون عن أجهزة الكمبيوتر المكتبية والمحمولة. لم يتمكن قسم إنتاج الأجهزة المحمولة في ديل من تحقيق النجاح في تطوير الهواتف الذكية أو الأجهزة اللوحية، سواء كانت تعمل بنظام ويندوز أو أندرويد. حقق إنتاج جهاز ديل ستريك إخفاقًا تجاريًا ونقديًا بسبب نظام تشغيله القديم ومعاناتِه من أخطاء عديدة بالإضافة إلى شاشته ذات الدقة المنخفضة. أشارت مجلة إنفو ورلد إلى أن ديل والشركات الأخرى المصنِّعة للمعدات الأصلية توقَّعوا أنَّ سوق الأجهزة اللوحية هو سوق قصير الأمد لذلك لم يستثمروا كثيرًا في هذا المجال وركَّزوا فقط على تشغيل نظام أندرويد، وكانت هذه الرؤية هي السبب في إهمال واجهة المستخدم والفشل في جذب مستهلكي هذا السوق وكسب ثِقَتِهِم. كرَدِّ فعل قامت ديل بإصدار مجموعة حواسيب متطورة، مثل سلسلة الحواسيب المكتبية المحمولة إكس بي أس، ولكنها لم تتمكن من منافسة أجهزة آي باد لأبل وأجهزة كيندل فاير لأمازون. في ديسمبر 2012، عانت ديل من أول انخفاض لها في مبيعات العطلات منذ خمس سنوات، على الرغم من إدخال نظام التشغيل ويندوز 8.

## وصلات خارجية
- الموقع الرسمي